# Beaminster

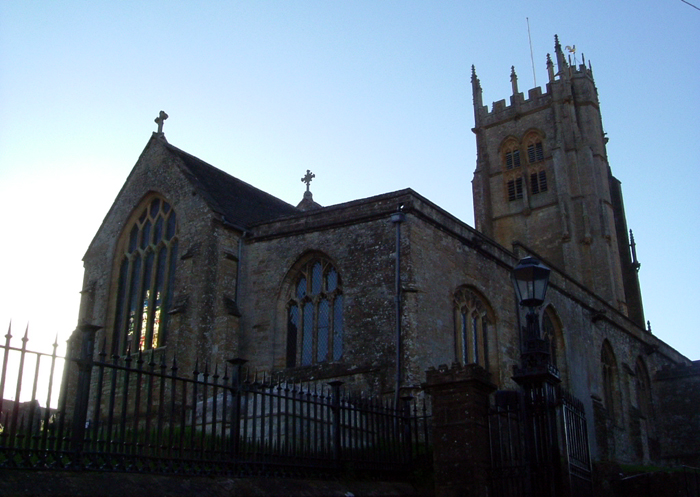
Parroquia de Beaminster.

Beaminster es una localidad ubicada en Dorset, Inglaterra, sobre la ruta A3066, entre Bridport y Crewkerne. Se sitúa en el valle del río Brit. En 2001, tenía una población de 2.936 habitantes. Es conocido por un festival local de música y arte llevado a cabo anualmente, el Beaminster Festival, que dura nueve días.
Durante la Guerra Civil Inglesa, el pueblo se declaró a favor del Parlamento y fue saqueado por las tropas del rey Carlos I en 1644.
La Escuela Secundaria de Beaminster es un pequeño establecimiento educativo que cuenta con 700 estudiantes. Comparte un centro de sixth form con la Escuela Secundaria Sir John Colfox de la cercana localidad de Bridport.